# 29528 Kaplinski
29528 Kaplinski è un asteroide della fascia principale. Scoperto nel 1998, presenta un'orbita caratterizzata da un semiasse maggiore pari a 2,6795578 UA e da un'eccentricità di 0,0984041, inclinata di 15,56969° rispetto all'eclittica.